# Regina (Kanada)
Regina Kanada Saskatchewan tartományának székhelye, egyben annak Saskatoon utáni második legnagyobb, 180 000-es városa. Kulturális és kereskedelmi szerepe Saskatchewanon és egyben az ország határain is túlnyúlik, Észak-Dakota és Montana irányába. Itt rendezik Kanada egyik legrégebben, 1884-ben alapított mezőgazdasági kiállítását, melyet a hatvanas évek közepétől Buffalo Days-nek neveznek.
A mai Saskatchewan és Alberta államok megalakulása előtt Regina az Északnyugati területek Assiniboia nevű kerületéhez tartozott. A város mai nevét 1882-ben kapta, Viktória (Viktória Regina) brit királynő után, a névadó a királynő lánya, Louise hercegnő volt.

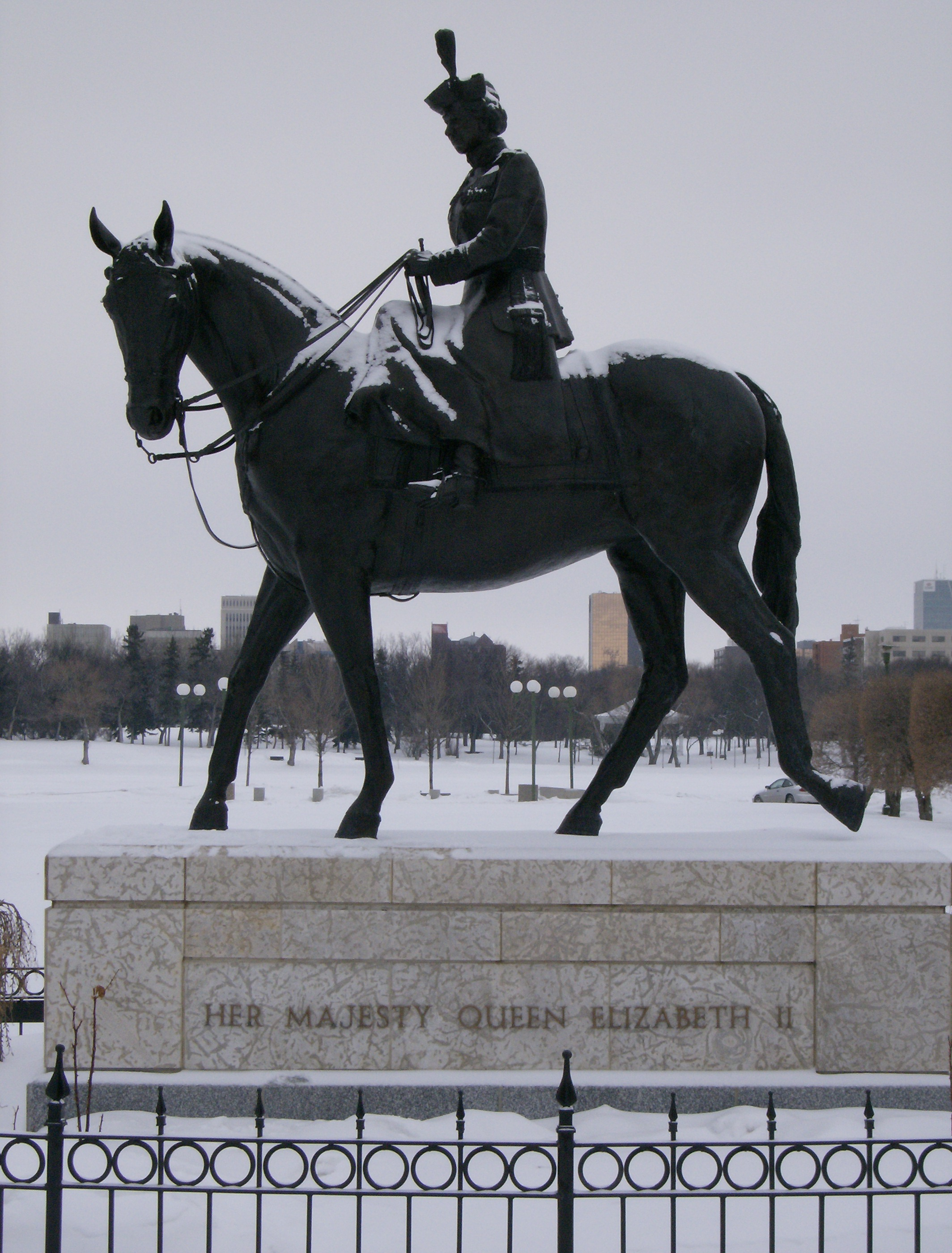
II. Erzsébetnek, mint Kanada királynőjének lovasszobra a tartományi parlament épülete előtt Reginában.

## Híres szülöttei
- Leslie Nielsen, színész
- Ryan Getzlaf, kétszeres olimpiai bajnok és Stanley-kupa győztes jégkorongozó.